# Lehetu
Lehetu – wieś w Estonii, w prowincji Harju, w gminie Nissi.
W roku 2011 zamieszkiwało ją 181 osób - z czego osoby płci męskiej stanowiły 50,3% (91 osób). Osób poniżej 18. roku życia było 46, co odpowiada 25,4% populacji wsi.